# Kluang (district)
Kluang is een district in de Maleisische deelstaat Johor.
Kluang telt 298.000 inwoners op een oppervlakte van 2900 km².